# Simpang IV Tanjung
Simpang IV Tanjung is een bestuurslaag in het regentschap Aceh Tenggara van de provincie Atjeh, Indonesië. Simpang IV Tanjung telt 152 inwoners (volkstelling 2010).